# Sippar

Sippar, ležící blízko Babylónu, byl velmi brzo přičleněn k říši pod vládou Chammurapiho

Sippar (sumersky Zimbir – ptačí město; v současnosti Tell Abu Habbah, Irák) bylo starověké sumerské a později babylonské město, které se nacházelo asi 60 km severně od Babylónu na východním břehu Eufratu.
Bylo rozděleno na dvě části: Sippar boha-Slunce a Sippar bohyně Anunit, jak bylo doloženo objevy Hormuzda Rassama roku 1881 v Abu Habba, 20 km jihovýchodně od Bagdádu.
Sippar byl ve Starém zákoně nazýván Sefarvaím v narážce na dvě městské části – dvojměstí.
V starých nápisech jsou zmiňovány dva jiné Sippary; jedním je „Sippar z ráje – rajský Sippar“, který byl patrně původně samostatnou čtvrtí později přičleněnou k městu. Je pravděpodobné, že jeden ze Sipparů je totožný s Akkadem, hlavním městem prvního semitského impéria.
Hlavním bohem města byl sumerský bůh slunce, Utu (Šamaš v akkadštině).

## Archeologie
V ruinách šamašského chrámu (v sumerštině nazývaného E-Babbar a v semitštině Bit-Un) byla nalezena spousta artefaktů a tabulek s klínovým písmem. Tento chrám je považován za první bankovní dům na světě, který byl funkční minimálně od roku 1831 př. n. l.
Ziusudra (v řečtině Xisuthros) – chaldejský Noe, zde podle Béróssose zakopal předpotopní záznamy – možná proto je jméno Sippar spojováno se slovem sipru, které znamená písmo. A podle Abydena, král Novobabylonské říše Nebukadnesar II. zde při opevňování narazil na pozůstatky velké vodní nádrže. Za vlády krále Nabonida zde babyloňané měli vojenský tábor.
Plinius starší ve své Historia naturalis zmiňuje sektu, nebo náboženskou školu zvanou Hippareni. Je velmi často přijímán názor, že toto jméno pochází od slova Sippar (zvláště s ohledem na fakt, že další dvě školy zmiňované Pliniem svá jména odvozují od názvů měst: Orcheni od Uruku a Borsippeni od Borsippy). Tento názor ale není všeobecně sdílen.
Podle záznamů budoval městské hradby Sumu-la-el (babylonský král) ve 29. roce své vlády. O něco později nechal vybudovat sipparské opevnění babylonský král Chammurapi – podle údajů ve 23. a pak 43. roce vlády. Jeho nástupce na babylonském trůnu, Samsu-Iluna, opravoval sipparské hradby v prvním roce své vlády. Městské hradby byly v té době obvykle z nepálených cihel, a vyžadovaly soustavnou pozornost a opravy.